# Poór János (pap)
Poór János (Pórháza puszta, Szatmár vármegye, 1862. szeptember 14. – Nagykároly, 1900. július 14.) piarista áldozópap és tanár.

## Élete
A gimnáziumot Nagykárolyban, a VII. osztályt Szatmárt járta, midőn 1880. augusztus 27-én fölvételt nyert a piarista rendbe és a VIII. osztályt Kecskeméten végezte. 1882-83-ben Nyitrán teológiát tanult és előszeretettel foglalkozott a természettudományokkal. A II. teológiai tanfolyamot még be sem fejezte, amikor a nagykárolyi gimnáziumhoz rendelték helyettes tanárnak és ezen néhány hónap alatt ott teológiai tanulmányait is befejezte.  
Egyetemi tanulmányai végzésére Kolozsvárra küldték, ahol a természetrajz és földrajz voltak tantárgyai. Tanári működését 1886-ban Debrecenben kezdte, ahonnét 1887-ben a nagykanizsai főgimnáziumhoz helyezték át. 1891 júniusában tanári vizsgálatot tett. A Nagykanizsai Irodalmi és Művészeti Körnek buzgó tagja volt. 1895-ben a nagykárolyi gimnáziumhoz rendelték, ahol a Kölcsey Egyesület megalakulásán fáradozott és irodalmi szakosztályának jegyzője lett; ő volt az egyesület felolvasó estélyeinek rendezője és felolvasásaival maga is közreműködött. 
Költeményei, cikkei vannak a nagykanizsai és nagykárolyi helyi lapokban, az Ország Világban (1899. költ.).

## Műve
- A földrajz tanulásához szükséges térképismeretekről. Nagy-Kanizsa, 1892 (különnyomat a nagy-kanizsai főgymn. Értesítőjéből)

Felolvasásai és több cikke kéziratban maradtak. 